# Anthony Roth Costanzo
Anthony Roth Costanzo (Durham, Carolina del Norte; 8 de mayo de 1982) es un contratenor, actor y productor estadounidense que ha dirigido representaciones en compañías de ópera de todo el mundo. Comenzó su carrera en el teatro musical a la edad de 11 años, y desde entonces ha aparecido en la Ópera Metropolitana, la Ópera lírica de Chicago, la Ópera de San Francisco, la Ópera Nacional Inglesa, la Ópera de Los Ángeles y el Festival de Ópera de Glyndebourne, así como en conciertos con la Orquesta Filarmónica de Nueva York, la Orquesta Filarmónica de Berlín, la Orquesta Sinfónica de San Francisco, la Orquesta Sinfónica de Londres, la Orquesta de Cleveland y la Orquesta Sinfónica Nacional de Estados Unidos. En 2009 fue ganador de la gran final de las audiciones del Consejo Nacional de Ópera Metropolitana y en 2012 ganó el premio Plácido Domingo del concurso internacional de ópera Operalia. Como actor, ha actuado en varias películas, incluida la película de James Ivory A Soldier's Daughter Never Cries, por la que fue nominado a un premio Independent Spirit. Como productor y curador, ha creado espectáculos para National Sawdust, Opera Philadelphia, Philharmonia Baroque, la Universidad de Princeton, WQXR, The State Theatre in Salzburg, MasterVoices y Kabuki-za Tokyo. Costanzo se graduó en la Universidad de Princeton, donde ha vuelto a enseñar, y recibió su master de la Escuela de Música de Manhattan.

## Primeros años de vida
Costanzo creció en Durham, Carolina del Norte. Ambos progenitores eran profesores de psicología en la Universidad de Duke.
Costanzo se dedicó a las artes desde muy joven. Actuó en Broadway y en giras nacionales de Broadway, como Cuento de Navidad, Sonrisas y lágrimas y Falsettos. Cantó como corista para Michael Jackson y las gemelas Olsen, así como en un dúo con Deborah Gibson. Comenzó su carrera operística siendo aún un adolescente, interpretando el papel de "Miles" en The Turn of the Screw (ópera). Costanzo también actuó con Luciano Pavarotti en la producción Opera Extravaganza de la Academia de Música de Filadelfia.

## Educación
Costanzo se graduó magna cum laude y Phi Beta Kappa por la Universidad de Princeton en 2004 con una licenciatura en música. Fue galardonado con el premio Lewis Sudler de las artes. Costanzo regresa con frecuencia a Princeton para impartir cursos y clases magistrales. Después de Princeton, asistió a la Escuela de Música de Manhattan, donde recibió su Master en Música y ganó el Premio Hugh Ross.

## Carrera profesional

### Ópera
Costanzo ha actuado en numerosos papeles en el Metropolitan Opera. Ha aparecido como Ferdinand y Prospero en el estreno mundial de The Enchanted Island. También actuó como el príncipe Orlofsky en una producción de Die Fledermaus después de debutar como Unulfo en Rodelinda.
Costanzo ha actuado en muchos lugares de América del Norte. Interpretó el papel principal en Akhnaten de Philip Glass en la Ópera Nacional Inglesa, la Ópera de Los Ángeles, y nuevamente en el Metropolitan Opera en noviembre y diciembre de 2019. También ha actuado con la Ópera de San Francisco, la Ópera Lírica de Chicago, la Gran Ópera de Houston, la Ópera de Dallas, el Festival Glimmerglass, la Ópera de Filadelfia, la Ópera de San Diego, la Ópera Lírica de Boston, el Teatro de la Ópera de Michigan, la Ópera de Palm Beach, la Ópera de Carolina del Norte, Cincinnati Opera, y como invitado con la Juilliard Opera.
A nivel internacional, Costanzo hizo su debut europeo en el Festival de Glyndebourne en Rinaldo y luego actuó con la Canadian Opera Company. Costanzo actuó en el Teatro Real Madrid en Death in Venice en 2014, en la Ópera Nacional Inglesa en The Indian Queen en 2015 y en la Ópera Nacional de Finlandia en Only the Sound Remains de Kaija Sariaaho en 2017.
Campeón de nuevas obras, Costanzo ha creado papeles en Bel Canto de Jimmy López en la Ópera Lírica de Chicago y Great Scott de Jake Heggie en la Ópera de Dallas. También ha estrenado obras escritas para él por Matthew Aucoin, Paola Prestini, Gregory Spears, Suzanne Farrin, Bernard Rands, Scott Wheeler, Mohammed Fairouz, Steve Mackey y Nico Muhly.

### Concierto
En 2018, Costanzo hizo su debut en conciertos con la Orquesta Sinfónica de Londres y la Filarmónica de Berlín en representaciones de Le Grand Macabre de György Ligeti, dirigida por Sir Simon Rattle y dirigida por Peter Sellars. Cantó Messiah en Carnegie Hall en 2009. Costanzo apareció en la producción de la Filarmónica de Nueva York de Le Grand Macabre en 2010. Costanzo interpretó el Mesías de Handel, los Salmos de Chichester de Bernstein y Carmina Burana de Orff con la Orquesta de Cleveland.
Costanzo también ha actuado en concierto con el Conjunto Internacional Contemporáneo (ICE) tanto en el Festival Mostly Mozart como en el Museo Metropolitano de Arte. También ha actuado con Jordi Savall en Barcelona, París y Versalles, con Ian Bostridge y Julius Drake en el Teatro Real, y el Festival de Spoleto USA. También se ha presentado con la Sinfónica de San Francisco, la Orquesta Sinfónica Nacional, Trinity Church Wall Street y las orquestas de Indianápolis, Detroit, Denver, Birmingham (Alabama) y Seattle.

### Colaboración
Costanzo es un apasionado de la colaboración interdisciplinar, y en 2018 creó una instalación artística con la compañía de arte y moda multimedia Visionaire, la productora Cath Brittan, el artista George Condo, el diseñador de moda Raf Simons (director creativo de Calvin Klein), el coreógrafo Justin Peck, los bailarines David Hallberg. y Patricia Delgado, y otros artistas como James Ivory, Pix Talarico, Maurizio Catellan, Pierpaolo Ferrari, Mark Romanek, Mickalene Thomas, Daniel Askill, AES+F y Chen Tianzhuo. Recientemente ayudó a crear dos colaboraciones únicas con actores de Kabuki y Noh en una presentación de The Tale of Genji, con entradas agotadas en Tokio y Kioto. Ha comisariado y producido dos actuaciones con entradas agotadas para National Sawdust, incluidas Aci, Galatea e Polifemo y Orphic Moments, que viajaron al Salzburger Landestheater y luego al Rose Theatre del Lincoln Center con MasterVoices. En Princeton, también creó un pasticcio sobre castrati en colaboración con la coreógrafa Karole Armitage y el cineasta James Ivory, que fue objeto de una crónica por el documentalista Gerardo Puglia. La película fue seleccionada para el Festival de Cine de Cannes y calificada para un Premio de la Academia, transmitiéndose en las filiales de PBS.
En la ciudad de Nueva York, ha actuado en lugares como The Park Avenue Armory, Joe's Pub, The Guggenheim Museum, Le Poisson Rouge, Subculture, The Box Soho, Morgan Library & Museum, The Metropolitan Museum of Art, The Miller Theatre, The Biblioteca Pública de Nueva York y Madison Square Garden.
Costanzo fue nominado a un premio Independent Spirit por su papel de Francis en la película de Merchant Ivory, A Soldier's Daughter Never Cries. También interpretó a Simon en la película De Particulier a Particulier de Brice Cauvin e interpretó a Allen Ginsberg en el cortometraje Starving Hysterical Naked.

## Vida personal
Constanzo es homosexual. Participó en el evento del mes del orgullo organizado por el Metropolitan Opera.

## Grandes actuaciones

### Ópera
- Metropolitan Opera (Rodelinda, Die Fledermaus, La Isla Encantada, Akhnaten)
- Lyric Opera of Chicago (Bel Canto – estreno mundial)
- Ópera de San Francisco (Parténope)
- Ópera Nacional Inglesa (Akhnaten, La Reina India)
- Ópera de Los Ángeles (Akhnaten)
- Festival de Ópera de Glyndebourne (Rinaldo)
- Gran Ópera de Houston (Giulio Cesare)
- Teatro Real Madrid (Muerte en Venecia)
- Ópera de Filadelfia (Escrito en la piel, Fedra)
- Compañía de Ópera Canadiense (Semele)
- Festival de la Luz Blanca – Lincoln Center (Stabat Mater)
- Ópera Glimmerglass (Tolomeo, Stabat Mater, Dido y Eneas, y Giulio Cesare)
- Ópera de Cincinnati (L'Incoronazione di Poppea)
- Ópera de Dallas (Gran Scott – estreno mundial)
- Festival de Spoleto USA (Farnace, Dido y Eneas)
- Ópera Nacional de Finlandia (Solo queda el sonido)
- Gran Ópera de Florida (Orfeo)
- Ópera Lírica de Boston (Agripina)
- Ópera de San Diego (Gran Scott)
- Ópera de Palm Beach (Orfeo)
- Teatro de la Ópera de Michigan (Giulio Cesare)
- Ópera de Nueva York (Partenope)
- Ópera Juilliard (Ariodante)
- Escuela de Música de Manhattan (Griffelkin)
- Programa de Jóvenes Artistas de la Ópera de Seattle (Sueño de una noche de verano)

### Orquesta
- Filarmónica de Nueva York (Le Grand Macabre)
- Orquesta de Cleveland (Mesías)
- Orquesta Sinfónica Nacional (Mesías)
- Orquesta Sinfónica de Londres (Le Grand Macabre)
- Filarmónica de Berlín (Le Grand Macabre)
- Giras por España y Francia con Jordi Savall y su conjunto

| Otorgar                             | Competencia                                                                 | Año  |
| ----------------------------------- | --------------------------------------------------------------------------- | ---- |
| Nominación                          | 61a Entrega Anual de los Premios Grammy : Mejor Álbum Clásico Vocal Solista | 2019 |
| Primer lugar                        | operalia                                                                    | 2012 |
| Beca de carrera Richard Tucker      | Concurso de la Fundación Richard Tucker                                     | 2010 |
| Premio George Londres               | Concurso de la Fundación George London                                      | 2010 |
| Primer lugar y elección del público | Concurso Eleanor McCullom de la Gran Ópera de Houston                       | 2010 |
| Ganador de la gran final            | Audiciones del Consejo Nacional de la Ópera Metropolitana                   | 2009 |
| Primer lugar                        | Competencia Vocal de la Asociación Nacional de Ópera/División de Artistas   | 2009 |
| Primer lugar                        | Concurso Fundación Jensen                                                   | 2009 |
| Beca de carrera Richard F. Gold     | Fundación Shoshana                                                          | 2009 |
| Premio máximo                       | Audiciones de la Fundación Sullivan                                         | 2008 |
| Primer lugar                        | Concurso Vocal Opera Index                                                  | 2008 |

## Roles de liderazgo
- Consejo de Administración, Escuela de Música de Manhattan[28]
- Consejo Asesor, Departamento de Música, Universidad de Princeton[29]
- Consejo Asesor Artístico, Aserrín Nacional[30]
- Consejo Asesor Artístico, The Glimmerglass Festival[31]
- Consejo Asesor Artístico, Coro Juvenil de Brooklyn[32]
- Consejo de Administración, Proyectos de Ópera Estadounidense[33]
- Consejo asesor, Escuela de Música de Brooklyn[34]
- Asesor de la Junta directiva, Fundación de Artes Jonah Bokaer[35]